# 26e législature du Québec
La 26e législature du Québec a été élue lors de l'élection générale québécoise de 1960. Voir en ligne.